# Шапагат
Шапагат (каз. Шапағат, до 2001 г. — 15 лет Казахской ССР) — село в Мактааральском районе Туркестанской области Казахстана. Административный центр Иржарского сельского округа. Код КАТО — 514463100.

## Население
В 1999 году население села составляло 199 человек (104 мужчины и 95 женщин). По данным переписи 2009 года, в селе проживало 239 человек (111 мужчин и 128 женщин).